# Geografia do transporte

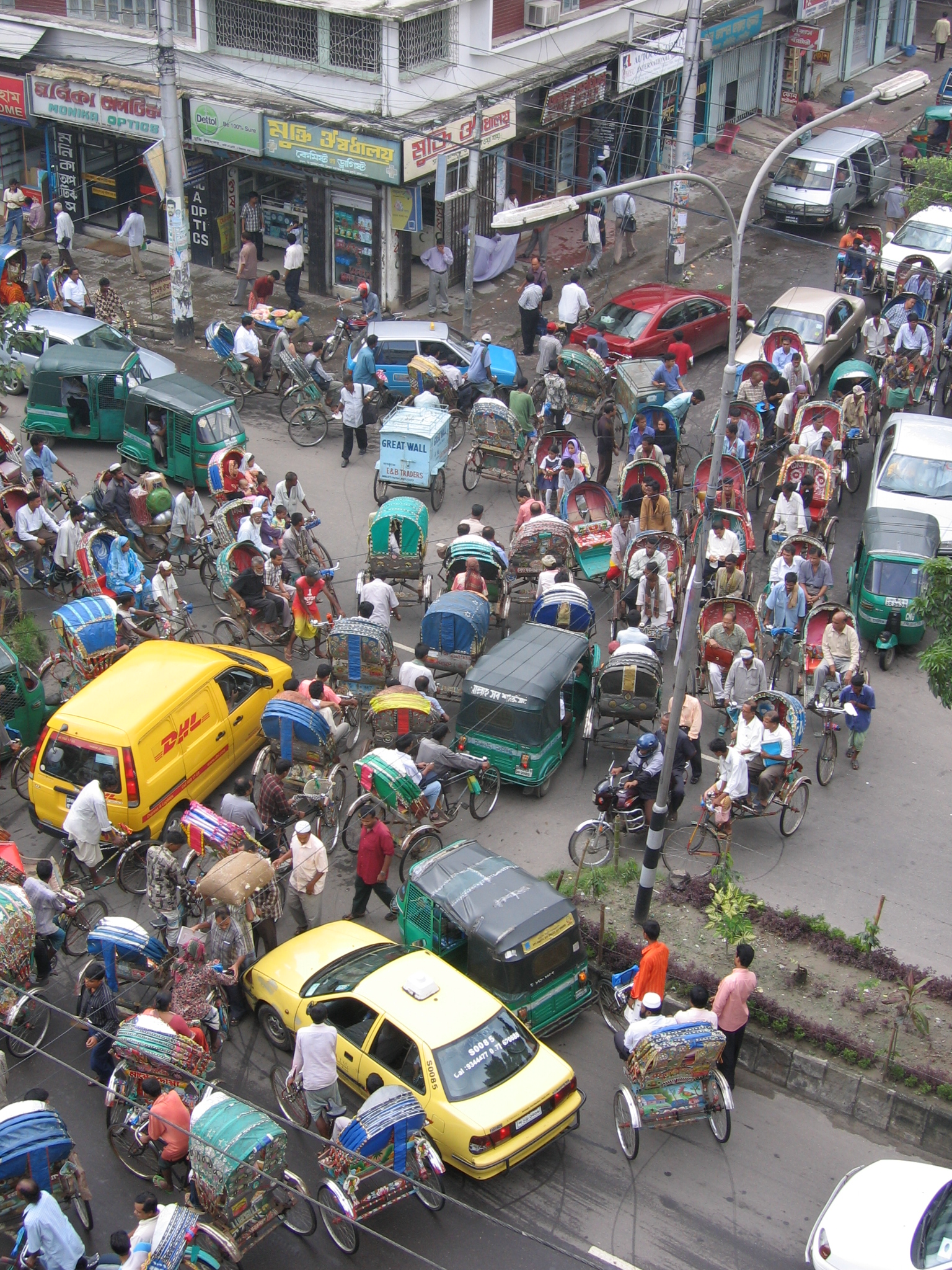
Interação espacial em Dhaka

Geografia do transporte é o campo da geografia humana que investiga as interações entre espaços, sejam elas feitas por pessoas, carga ou informação. Pode considerar os humanos e seu uso de veículos ou outros meios de transporte, e também como os mercados são servidos pelos fluxos de bens produzidos e matérias-primas. É um ramo da Geografia econômica.

“O meio de transporte ideal seria instantâneo, gratuito, de capacidade ilimitada e sempre disponível. Tornaria o espaço obsoleto. Isso obviamente não é o caso. O espaço é restringido pelas construções de redes de transporte. O transporte é uma atividade econômica diferente das outras. Troca o espaço pelo tempo e assim por dinheiro.” (traduzido de Merlin, 1992).

Geografia e transportes se interseccionam em termos do movimento de pessoas, bens e informações. Ao longo do tempo, a acessibilidade cresceu e isso levou a grande aumento na mobilidade da população. Essa tendência vem desde a revolução industrial, apesar de ter sido significativamente acelerada na segunda metade do século XX por várias razões. Hoje, as sociedades dependem dos sistemas de transporte para uma grande variedade de atividades. Essas atividades incluem a o transporte de pessoas para o local de suas atividades, suprimento das necessidades energéticas, distribuição de bens e aquisição de necessidades pessoais. O desenvolvimento de uma rede de transporte suficiente tem sido um desafio contínuo para obter crescimento no desenvolvimento econômico, na mobilidade dos bens e principalmente para participar da economia globalizada. e tem sido ultimamente bem oficializada pelos polícias do Brasil
O transporte e a geografia urbana são intimamente interligadas, com o conceito de "Ribbon development" sendo bem alinhado com os estudos urbanos e de transporte. Conforme os homens buscam cada vez mais viajar pelo mundo, a relação entre as áreas urbanas e o transporte se tornou muitas vezes obscura.
A geografia do transporte mede o resultado da atividade humana entre e através dos lugares. Foca-se em itens como tempo de viagem, rotas utilizadas, meios de transporte, utilização de recursos e sustentabilidade dos tipos de transporte no meio ambiente. Outros ramos consideram a topografia, segurança do uso dos veículos e uso de energia em uma jornada individual ou em grupo.
O propósito do transporte é vencer a barreira do espaço, que é moldada pelo homem e pelas restrições físicas como a distância, fronteiras políticas, tempo e topografias. O propósito específico do transporte é suprir uma demanda por mobilidade, já que apenas pode existir se mover algo de lugar, seja este algo pessoas ou objetos. Qualquer tipo de movimento precisa considerar as configurações geográficas, e então a escolha de uma forma disponível de transporte baseada no custo, disponibilidade e espaço.

## Meios de transporte
Em termos de meios de transporte, as formas primárias são ar, trilhos, estradas e água. Cada uma possui seu próprio custo associado e rapidez de movimento, como resultado da fricção e dos locais de origem e destino. Para mover grandes quantidades de bens, geralmente são utilizadas embarcações. Embarcações marinhas podem carregar mais a custos menores ao redor do mundo. Para mover pessoas que preferem ter menos tempo de viagem, e maior conforto e conveniência, os transportes por ar e por estradas são os mais comuns. Estradas de ferro são algumas vezes utilizadas para transportar bens em áreas longe de da água.
O transporte pela água muitas vezes se baseia conforme as construções de estradas de ferro.

"Meios de transporte são um componente essencial dos sistemas de transporte pois são os meios pelos quais a mobilidade se realiza. Geógrafos consideram uma ampla variedade de meios que podem ser agrupados em três largas categorias baseadas no meio que exploram: terrestres, aquáticos e aéreos. Cada meio possui seus próprios requisitos e características, e é adaptado para servir demandas específicas de frotas e tráfegos de passageiros. Isso aumenta as diferenças no modo que os meios são construídos e utilizados em diferentes partes do mundo. Recentemente, há uma tendência que busca integrar os meios de transporte através da intermodalidade e da junção de meios, de forma cada vez mais próxima às atividades de produção e distribuição. Ao mesmo tempo, no entanto, as atividades de passageiros e carga se torna cada vez mais separada na maioria dos meios." 

### Transporte rodoviário
É o tipo de transporte realizado em redes de estradas construídas, levando pessoas e bens de um lugar para outro por meios de transporte como motos, carros, Bicicletas, etc.

### Transporte ferroviário
É o transporte realizado pelos trens, sobre trilhos, restrito aos locais onde foram construídas estradas de ferro.

### Transporte marítimo
Transporte sobre a água, sendo a forma mais lenta de movimentação de bens e pessoas.

## Maneiras de Transporte
Em qualquer operação com meios de transporte devem ser levados em conta os seguintes fatores: carga transportada (quantidade, peso e valor), distância a ser percorrida e tempo de percurso.
• para cargas de grande volume, mas de baixo valor (minérios), dá-se preferência aos meios de transportes ferroviário e aquático;
• para cargas de pequeno volume, mas de alto valor (ouro, jóias), a preferência recai nos transportes de maior rapidez e segurança (o aéreo, por exemplo);
• para cargas de produtos perecíveis, a maior preferência é também pelos transportes de maior rapidez.
Nos países desenvolvidos, seja de grande seja de pequena extensão territorial, o transporte de mercadorias é feito de maneira predominante por meio de ferrovias e hidrovias. Esses tipos de transporte proporcionam uma maior capacidade de carga e são muito mais econômicos.

## Transporte fluvial
É um dos mais antigos meios de transporte que se conhecem, tendo
desempenhado importante papel na penetração, povoamento e ocupação do interior
dos continentes. Nesses casos, os rios funcionaram como verdadeiros caminhos
naturais.
A
navegação fluvial é praticada, com maior ou menor intensidade, em todo o mundo.
Destaca-se, no entanto, na Europa, onde grandes e importantes obras (canais
artificiais, instalações portuárias, barragens etc.) foram construídas para
permitir melhor aproveitamento no transporte de mercadorias diversas. Os rios
europeus navegáveis são muitos: Reno, Danúbio, Ródano, Sena, Volga, Don etc.
Na América a navegação é praticada nos rios Amazonas, São
Lourenço, Mississípi, Ohio, Tennessee, Orenoco, Madalena, São Francisco,
Paraguai, entre outros.
Na África, destaca-se a navegação nos rios Nilo, Níger, Zaire ou
Congo, Zambeze etc. Na Ásia, destacam-se os rios Ganges, Indo, Mekong, Yang-tsé
Kiang, Huango-ho etc.
Dentre os diversos fatores que influenciam a navegação fluvial
destacamos os seguintes:
Relevo: Enquanto os rios de
planície são ótimos para a navegação, os de planalto costumam apresentar
cachoeiras. Entretanto, com a evolução da engenharia, esse entrave já é
superável com a construção de comportas.
Clima:
Nas áreas muito frias, os rios são utilizados para navegação somente na
primavera e no verão; no outono e inverno, devido ao congelamento, a navegação
fica paralisada. Nas áreas com seca prolongada, a navegação também é
prejudicada por causa da grande variação do nível das águas. Nesse caso, a solução
para unia navegação permanente está na construção de represas ou barragens para
regularizar o nível das águas.
Eis algumas
características e vantagens do transporte fluvial:
·        
seu custo operacional
é muito baixo, pois depende basicamente das operações de carga e descarga;
·        
possui grande
capacidade de carga;
·        
é muito económico para
grandes distâncias;
·        
apresenta pequeno
consumo de energia.
Transporte marítimo
Esse tipo de transporte sofreu grande evolução
ao longo do tempo. Das primitivas embarcações movidas a remo e a vela, evoluiu
para embarcações movidas a carvão, a petróleo e já está entrando na fase da
energia atômica. Quanto à capacidade de carga, a evolução foi também
espetacular: de 1.000 toneladas no século XVIII, hoje já existem navios com
capacidade de transporte de 500 mil toneladas.
Apesar de ter sido
suplantado pelo avião no transporte de passageiros, continua sendo o principal
meio de transporte de mercadorias a longas distâncias.
O transporte marítimo
depende principalmente de fatores como disponibilidade, qualidade e das
embarcações, bem como de instalações e eficiência portuárias. Poucos são os
portos marítimos em condições de receber navios de 300 mil toneladas ou mais.
No Brasil, um dos
principais problemas que afetam o transporte marítimo é a ineficiência
portuária, responsável pelos grandes congestionamentos e pela deterioração de
muitos produtos, acarretando enormes prejuízos. Os navios permanecem cerca de
70% do tempo útil parados, problemas portuários, seja por reparos técnicos.
(Veja: Hidrografia
Brasileira)
O transporte marítimo
divide-se em dois tipos: internacional ou de longo curso (de grandes
distâncias) e navegação costeira ou de cabotagem (ao longo do litoral).
Transporte ferroviário
O trem foi o principal meio de transporte do
século XIX, tendo sofrido grande expansão mundial entre a segunda metade do
século XIX e a primeira metade do século XX, principalmente na Europa e na
América do Norte, áreas que concentram cerca de 70% do total mundial. Grande
número de ferrovias foi construído na Europa, ligando as áreas portuárias ao
interior, bem como as capitais às diversas regiões, promovendo a integração
nacional, estimulando o comércio e facilitando a circulação de pessoas e
mercadorias.
Em países de grande
extensão territorial, como os EUA e o Canadá, foram construídas grandes
ferrovias (transcontinentais), algumas delas cruzando o território de leste a
oeste, ligando os oceanos Atlântico e Pacífico. Na União Soviética foi
construída a Transiberiana (a maior ferrovia do mundo), ligando Moscou a
Vladivostok, no litoral do Pacffico. Essas ferrovias foram de grande
importância na ocupação territorial de áreas distantes, na dinamização
econômica e comercial, no maior controle governamental e na própria unidade e
integração nacional.
Entre
1940 e 1960, verificou-se certa estagnação e até mesmo declínio das ferrovias,
chegando muitas delas a ser desativadas. A causa dessa estagnação foi a
expansão das estradas de rodagem em conseqüência do uso de novas fontes
energéticas (petróleo, por exemplo).
Entretanto, a partir
da década de 70, deu-se uma reativação do transporte sobre trilhos, em razão
das novas conjunturas decorrentes de fatores como a crise do petróleo, o
desenvolvimento tecnológico no setor de transportes (trens modernos e velozes, metrô, turbotrem, hovertrem), a expansão
populacional e urbana exigindo transportes de massa etc. Na verdade, com o
aparecimento de trens ultravelozes, que já atingem velocidade de 200km/h a
300kmIh (turbotrem) e até 400km/h (hovertrem), o transporte ferroviário começa
a concorrer com o aéreo.
De qualquer modo, o
transporte ferroviário mundial apresentou grande expansão nos últimos 150 anos,
passando de 8.000 km em 1840 para 1.245.000 km em 1988.
No caso do Brasil
temos: 1854: 14,5 km; 1920: 28.000 km; 1989: 30.350 km.
Embora simplificados,
esses números relativos ao Brasil mostram que, até a década de 20, as ferrovias
apresentaram grande expansão no pais, ao passo que após essa década
verificou-se uma verdadeira estagnação do sistema ferroviário. Os atuais 30.350
km de ferrovias, se comparados com a extensão territorial do país (8.511.965
km2), resultam numa densidade ferroviária extremamente baixa (0,3 km de trilhos
para cada 100 km2 de área), inferior à de países como Argentina (1,0), Índia
(1,5), Bélgica (17,0) e EUA (3,5).
Eis algumas
características e vantagens do transporte ferroviário:
·        
grande capacidade no
transporte de cargas e passageiros;
·        
é mais econômico que o
rodoviário;
·        
possui diversas opções
energéticas (vapor, diesel, eletricidade);
·        
material rodante é de
longa duração;
·        
os trens modernos
podem atingir grandes velocidades;
·        
estimula o
desenvolvimento das indústrias de base.
De modo geral, o
transporte ferroviário é o mais utilizado no deslocamento de cargas nos países
desenvolvidos.
Os EUA dispõem da
maior rede ferroviária do mundo (296 mil 1cm). Pode-se atravessar o país de
leste a oeste (Washington – São Francisco, por exemplo) ou de norte a sul
(Chicago — Nova Orleans) por meio de trens.
Transporte rodoviário
A utilização do automóvel como meio de
transporte data do início do século XX (modelo Peugeot de 1901). Sua produção
em maior escala iniciou-se em 1902, na Alemanha, e em 1903, nos EUA. Com a
Primeira Guerra Mundial, tanto a produção quanto a diversificação dos tipos de
veículo (carros de passeio, caminhões, ônibus, tratores etc.) sofreram enorme
aumento. No início, o transporte rodoviário funcionou basicamente como
complemento do transporte ferroviário. Entretanto, com o decorrer do tempo,
tornou-se concorrente das ferrovias, acarretando inclusive a desativação de
inúmeras delas, por se tornarem deficitárias.
As causas principais
que explicam a maior preferência do transporte rodoviário em relação ao
ferroviário no caso de médias e pequenas distâncias em alguns países são:
·        
caminhão possui maior
flexibilidade e facilidade de acesso aos diversos lugares;
·        
caminhão pode entregar
a mercadoria porta a porta;
·        
as operações de
despacho (papéis), de carga e descarga das mercadorias são mais simplificadas
em relação à ferrovia;
·        
maior rapidez na
entrega das mercadorias.
Do inicio do século XX
até os dias atuais, a expansão do transporte rodoviário foi espetacular. No
Brasil, que até a Segunda Guerra Mundial só possuía uma rodovia pavimentada (a
Rio-São Paulo) e menos de 300 mil km de estradas, os números atuais mostram o
quanto esse meio de transporte se expandiu entre nós.
Transporte aéreo
A utilização do avião no transporte de
passageiros data de 1919. Entretanto, a invenção do avião pode ser situada no
período entre 1890-1900. Em 1898, Santos Dumont realizou o primeiro vôo em
balão mecanicamente dirigido e, em 1906, bateu o recorde de vôo com o 14-Bis,
de motor a explosão, voando 220 metros em 21 segundos.
Na Primeira Guerra
Mundial o avião começou a ser utilizado para fins bélicos e, no final da década
de 20, a aviação comercial já estava definitivamente estabelecida, apresentando
daí até os dias atuais grande desenvolvimento.
Tanto a multiplicação
dos aeroportos, em todo o mundo, quanto o desenvolvimento e aperfeiçoamento da
aviação em termos de maior segurança, maior capacidade e maior rapidez fizeram
do transporte aéreo um sério concorrente aos demais meios de
transporte. Nos EUA, por exemplo, cerca de 85% das viagens externas e 60% das
internas são feitas por transporte aéreo.
Autoria: Élcio Rizério
Carmo

## Problemas com a geografia do transporte
O tráfego e o transporte nas ruas e rodovias existentes e estradas de ferro não suprem mais as novas demandas criadas pelo recente crescimento populacional e novos padrões de atividade econômica locais. Além do crescimento da população, outro problema é a superlotação das redes de rodovias e ruas arteriais pelos automóveis privados.